# Pauli Arbarei
Pauli Arbarei (sardinsky: Paùli Arbarèi) je italská obec (comune) v provincii Sud Sardegna v regionu Sardinie. Nachází se ve výšce 140 metrů nad mořem a má 567 obyvatel. Rozloha obce je 15,14 km².